# Marie-Belle Gendron
Marie-Belle Gendron, née en 1981 à Châteauguay, est une femme politique québécoise, élue députée de Châteauguay à l'Assemblée nationale du Québec sous la bannière de la Coalition avenir Québec lors des élections générales du 3 octobre 2022.

## Biographie
Marie-Belle Gendron naît en 1981 à Châteauguay et grandit dans la ville de Léry. Elle est mère de deux enfants.

### Carrière professionnelle
Avant de se lancer dans une carrière politique, Gendron obtient son baccalauréat en interprétation de chant classique de l'Université de Montréal en 2005. Elle décroche ensuite le poste de directrice à la Clinique dentaire Châteauguay en 2005.
En 2017, elle devient membre du cercle d'étude en gestion dentaire Henry Schein Canada jusqu'en 2018. Également en 2018, elle devient lauréate au Gala Reconnaissance de la Chambre des commerce et d'industrie du Grand Roussillon, dans la catégorie Entreprise de service de l'année, avant de devenir membre du conseil d'administration plus tard la même année.
En 2020, elle devient présidente de la Chambre de commerce et d'industrie du Grand Roussillon.
En 2021, Marie-Belle Gendron obtient un diplôme d'études supérieures spécialisées en gestion d'une clinique dentaire de l'Université Laval et un certificat en leadership et habiletés de direction de l'Institut de leadership de l'Université Concordia.
En 2022, elle quitte ses fonctions à titre de directrice de la Clinique dentaire de Châteauguay et de présidente de la Chambre de commerce et d'industrie du Grand Roussillon afin d'entamer sa carrière politique.
En 2024, elle représente l'Assemblée nationale du Québec à la Robert J. Thompson Eastern Leadership Academy, à Philadelphie. 

### Carrière politique
Le 7 juillet 2022, le chef de la Coalition avenir Québec et premier ministre du Québec, François Legault, annonce la nomination de Marie-Belle Gendron comme candidate aux élections générales du 3 octobre 2022, dans la circonscription de Châteauguay.
Gendron est élue députée de la circonscription de Châteauguay aux élections générales du 3 octobre 2022, avec 39,1 % des voix et une avance de 4 778 votes sur son adversaire le plus près.
Le 4 novembre 2022, le premier ministre annonce sa nomination à titre d'adjointe gouvernementale à la ministre de la Famille, Suzanne Roy. Elle est ensuite nommée à titre d'adjointe parlementaire au ministère de la Famille le 18 octobre 2023.

#### Fonctions
- Membre de la Commission spéciale sur les impacts des écrans et des réseaux sociaux sur la santé et le développement des jeunes depuis le 6 juin 2024
- Adjointe parlementaire de la ministre de la Famille depuis le 18 octobre 2023
- Représentante de l’Assemblée nationale à la Commission des relations Canada-États-Unis du Eastern Regional Conference (ERC) depuis le 1er août 2023
- Représentante de l’Assemblée nationale au Comité exécutif de l’Eastern Regional Conference (ERC) depuis le 1er août 2023
- Représentante de l’Assemblée nationale à la Commission des relations internationales du Council of State Governments (CGS) depuis le 1er août 2023
- Représentante de l’Assemblée nationale au Comité exécutif du Caucus Législatif des Grands Lacs (CSG) depuis le 1er août 2023
- Représentante de l’Assemblée nationale au Comité exécutif du Council of State Governments (CGS) depuis le 1er août 2023
- Membre de la Commission des transports et de l’environnement depuis le 30 janvier 2023
- Membre de la Commission des relations avec les citoyens depuis le 2 décembre 2022
- Adjointe gouvernementale à la ministre de la Famille depuis le 4 novembre 2022
- Membre du Bureau de l’Assemblée nationale depuis le 1er décembre 2022

## Résultats électoraux
|                                                                                             | Nom                   | Parti            | Nombre de voix | %      | Maj.  |
| ------------------------------------------------------------------------------------------- | --------------------- | ---------------- | -------------- | ------ | ----- |
|                                                                                             | Marie-Belle Gendron   | Coalition avenir | 13 038         | 39,1 % | 4 778 |
|                                                                                             | Jean-François Primeau | Libéral          | 8 260          | 24,8 % | -     |
|                                                                                             | Martin Bécotte        | Québec solidaire | 4 261          | 12,8 % | -     |
|                                                                                             | Marianne Lafleur      | Parti québécois  | 3 947          | 11,8 % | -     |
|                                                                                             | Patric Viau           | Conservateur     | 3 363          | 10,1 % | -     |
|                                                                                             | Stephanie Stevenson   | Vert             | 463            | 1,4 %  | -     |
| Total                                                                                       | Total                 | Total            | 33 332         | 100 %  |       |
| Le taux de participation lors de l'élection était de 62 % et 425 bulletins ont été rejetés. |                       |                  |                |        |       |